# Condado de Bristol (Massachusetts)
El condado de Bristol (en inglés: Bristol County), fundado en 1685, es uno de los catorce condados del estado estadounidense de Massachusetts. En el 2005 el condado tenía una población de 546 331 habitantes. La sede del condado es Taunton.

## Geografía
Según la Oficina del Censo, el condado tiene un área total de 1790 km² (691,1 mi²), de la cual 1440 km² (556 mi²) es tierra y 350 km² (135,1 mi²) (19.56%) es agua.

## Demografía

Pirámide de edad en el condado

En el censo de 2000, hubo 534 678 personas, 205 411 hogares, y 140 706 familias residiendo en el condado. La densidad poblacional era de 962 personas por milla cuadrada (371/km²). En el 2000 había 216 918 unidades unifamiliares en una densidad de 151 km² (58,3 mi²). La demografía del condado era de 90.98% blancos, 2.03% afroamericanos, 0,24% amerindios, 1,26% asiáticos, 0,03% isleños del Pacífico, 3.12% de otras razas y 2.34% de dos o más razas. 1,69% de la población era de origen hispano o latino de cualquier raza.  1,6% de la población hablaba francés en casa como lengua materna y es uno de los condados donde se encuentra una gran parte de personas que hablan portugués. 
La renta per cápita promedia del condado era de $43 496, y el ingreso promedio para una familia era de $53 733. En 2000 los hombres tenían un ingreso per cápita de $39 361 versus $27 516 para las mujeres. El ingreso per cápita para el condado era de $20 978 y el 10.00% de la población estaba bajo el umbral de pobreza nacional.